# Anuscheh Farahat
Anuscheh Carolin Farahat (* 12. Februar 1981 in Gießen) ist eine deutsche Rechtswissenschaftlerin und Universitätsprofessorin.

## Leben
Farahat studierte Rechtswissenschaft an den Universitäten Frankfurt am Main, Berkley und Paris-Nanterre. Von 2006 bis 2009 und von 2014 bis 2017 war sie am Max-Planck-Institut für ausländisches öffentliches Recht und Völkerrecht beschäftigt. 2011 wurde sie in Frankfurt bei Armin von Bogdandy promoviert. Seit 2019 war sie Professorin für Öffentliches Recht, Migrationsrecht und Menschenrechte an der Friedrich-Alexander-Universität Erlangen-Nürnberg. 2020 hat sie sich in Frankfurt habilitiert. 2024 wechselte sie auf eine Professur für "Öffentliches Recht in seinen europäischen Bezügen" an der Universität Wien.
Ihr Forschungsschwerpunkt liegt im Migrationsrecht. Sie wurde 2016 Leiterin der von der Deutschen Forschungsgemeinschaft geförderten Emmy-Noether-Nachwuchsgruppe zu transnationalen Solidaritätskonflikten. In demselben Jahr wurde sie in die Junge Akademie aufgenommen. Ihre Dissertation zur progressiven Inklusion von Migranten wurde unter anderem mit dem Hermann-Mosler-Preis der Deutschen Gesellschaft für Internationales Recht ausgezeichnet.

## Schriften (Auswahl)
- Progressive Inklusion: Zugehörigkeit und Teilhabe im Migrationsrecht. Springer, Heidelberg 2014, ISBN 978-3-642-41784-9, DOI:10.1007/978-3-642-41785-6
- Transnationale Solidaritätskonflikte: Eine vergleichende Analyse verfassungsgerichtlicher Konfliktbearbeitung in der Eurokrise. Mohr Siebeck, Tübingen 2021, ISBN 978-3-16-159471-7, DOI:10.1628/978-3-16-159472-4